# Las 30 cumbias más pegadas
Las 30 cumbias más pegadas es el título del álbum recopilatorio, con música de Los Ángeles Azules, Los Askis, Rayito Colombiano, Grupo Latino, Grupo Maracuya, Los Llayras, Mr. Chivo, Aniceto Molina, Súper Grupo G, La Tropa Vallenata, Los Vallenatos, Yahari, entre otros. Este álbum alcanzó el puesto número uno en la lista Billboard Top Latin Albums durante una semana.

## Lista de pistas
La lista de canciones de Billboard.com
1. Suelta el listón de tu pelo (Ángeles Azules) — 2:11
2. El afilador (Grupo Cárabo) — 3:40
3. Te digo vete (Los Askis) — 3:10
4. Conga y timbal (Yaguaru) — 3:39
5. Amor carnal (Chon Arauza y La Furia Colombiana) — 2:17
6. Todo me gusta de ti (Aaron y Su Grupo Ilusion) — 2:22
7. El poder detu Amor (Grupo Perla Colombiana) — 1:25
8. Mi cafetal (Tropa Vallenata) — 1:42
9. No me castigues (Aniceto Molina) — 1:53
10. Cumbia de los monjes (Super Grupo G) — 1:14
11. La vaca (Yahari) — 1:14
12. Vuela mariposa (Llayras) — 1:38
13. La planta (Musicalismo Fuego Indio) — 0:57
14. Lupita (Señor Chivo) - 1:52
15. Mi niña mujer (Ángeles Azules) — 1:50
16. Canto por no llorar (Ángeles De Leo) — 1:29
17. Lo tengo tú (Grupo Latino) - 2:38
18. El baile del gavilán (Grupo Maracuyá) — 1:28
19. Perdóname (Chon Arauza y La Furia Colombiana) — 1:30
20. Conjuro de amor (Hijos Del Doc) — 1:11
21. Mentiras (Los Vallenatos De La Cumbia) — 1:29
22. Sonaja y tambor (Llamadores de Catagena) — 1:15
23. El reloj cucu (Aaron y Su Grupo Ilusion) — 2:17
24. Que se mueran de envidia (Hermanos Gutiérrez) — 2:13
25. Lágrimas de sangre (Arturo Jaimes y Los Cantantes) — 1:34
26. La alberca (Yahari) — 1:24
27. Se acabó (Grupo Perla Colombiana) — 1:12
28. La Bertha (Kañon) — 1:19
29. El Tao Tao (Aniceto Molina) — 1:08
30. Mi banana (JLB y Cia.) — 2:21
31. El final de nuestra historia (Grupo Quintanna) — 2:21

## Posicionamiento en listas
| Listas (2002)                          | Máxima posición |
| -------------------------------------- | --------------- |
| U.S. Billboard Top Latin Albums        | 1               |
| U.S. Billboard Regional Mexican Albums | 1               |

### Sucesión y posicionamiento
| Predecesor: Amor secreto de Luis Fonsi | U.S. Billboard Top Latin Albums — Álbum N°. 1 13 de abril de 2002 - 19 de abril de 2002 | Sucesor: Grandes éxitos de Chayanne |

| Predecesor: Soy lo prohibido de Alicia Villarreal                              | U.S. Billboard Regional/Mexican Albums — Álbum N°. 1 (Primera vuelta) 23 de febrero de 2002 - 1 de marzo de 2002 | Sucesor: Las románticas de los Tucanes de Tijuana de Los Tucanes de Tijuana |
| Predecesor: Las románticas de los Tucanes de Tijuana de Los Tucanes de Tijuana | U.S. Billboard Regional/Mexican Albums — Álbum N°. 1 (Segunda vuelta) 23 de marzo de 2002 - 26 de abril de 2002  | Sucesor: Sueños de Intocable                                                |